# Canyon Lake, Texas
Canyon Lake là một nơi ấn định cho điều tra dân số (CDP) thuộc quận Comal, tiểu bang Texas, Hoa Kỳ. Năm 2010, dân số của nơi này là 21262 người.

## Dân số
- Dân số năm 2000: 16870 người.
- Dân số năm 2010: 21262 người.